# 日奈
日奈（法語：Ginai，法語發音：[ʒinɛ] ⓘ）是法国奥恩省的一个市镇，位于该省中部偏东，属于阿让唐区。

## 地理
日奈（48°44'50"N, 0°13'2"E）面积9.25 平方千米，位于法国诺曼底大区奧恩省，该省份为法国西北部内陆省份，北起顺时针与卡爾瓦多斯省、厄尔省、厄尔-卢瓦省、萨尔特省、马耶讷省和芒什省接壤。
与日奈接壤的市镇（或旧市镇、城区）包括：克鲁瓦西耶、圣日耳曼-德克莱尔弗耶、欧日地区古费恩。

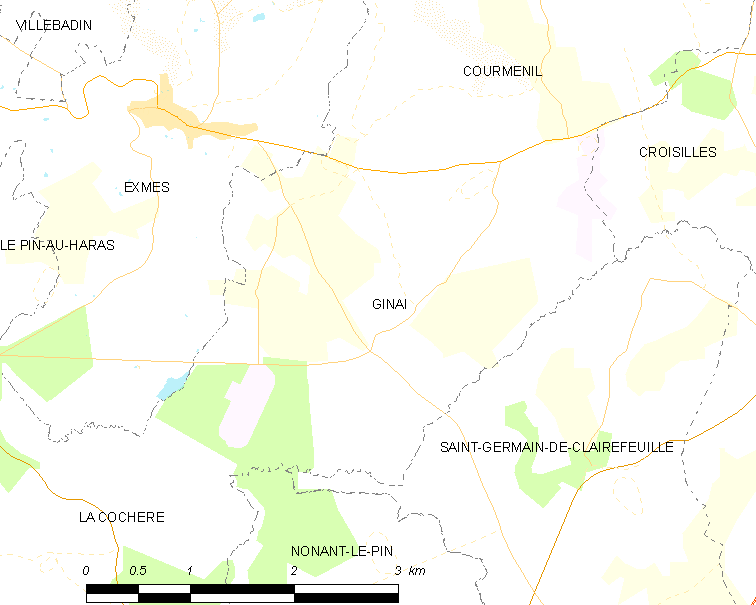
日奈的OSM定位图

日奈的时区为UTC+01:00、UTC+02:00（夏令时）。

## 行政
日奈的邮政编码为61310，INSEE市镇编码为61190。

## 政治
日奈所属的省级选区为阿让唐第二县。

## 人口

1962-2008年间日奈人口变化图示

日奈于2022年1月1日时的人口数量为72人。